# Michael O’Moore Creagh

General Michael O’Moore Craigh

Generalmajor Sir Michael O’Moore Creagh KBE, MC (* 16. Mai 1892 in Biarritz, Provinz Aquitanien, Frankreich; † 1970) war ein britischer Soldat in den beiden Weltkriegen.

## Leben
O’Moore Creagh, Sohn des späteren Generals Sir Garrett O’Moore Creagh, wurde am Wellington College und an der Royal Military Academy Sandhurst ausgebildet. 1911 trat er dem 7th Queen’s Own Hussars bei. 1913 wurde er in den Rang eines Lieutenant erhoben.
Zwischen 1914 und 1915 diente er als aide-de-camp des Divisionskommandos der Home Forces. Von 1917 bis 1918 war er Stabsoffizier in Frankreich.
Zwischen 1919 und 1922 war er Adjutant bei den 7th Queen’s Own Hussars. Ab 1924 war Major bei den 15th/19th The King’s Royal Hussars. Von 1929 bis 1931 diente er im Kriegsministerium als Generalstabsoffizier. Von 1934 bis 1938 war er Kommandeur der 15/19th The King’s Royal Hussars. 1939 diente er als Oberst und Inspekteur des Royal Tank Corps im Kriegsministerium.
Von 1939 bis 1941 war er Kommandeur der 7. Panzerdivision. Diese führte er in den ersten Jahren des Afrikafeldzuges (Operation Compass, Operation Battleaxe) mit wechselnden Erfolgen. 1941 wurde er zum Generalmajor befördert. In den Jahren 1941 und 1942 kommandierte er die 3 Armoured Group im Heimatland. 1944 ging O’Moore Creagh in den Ruhestand. Anschließend arbeitete er bis 1946 für die United Nations Relief and Rehabilitation Administration, unter anderem in Griechenland.